# Willi Graf

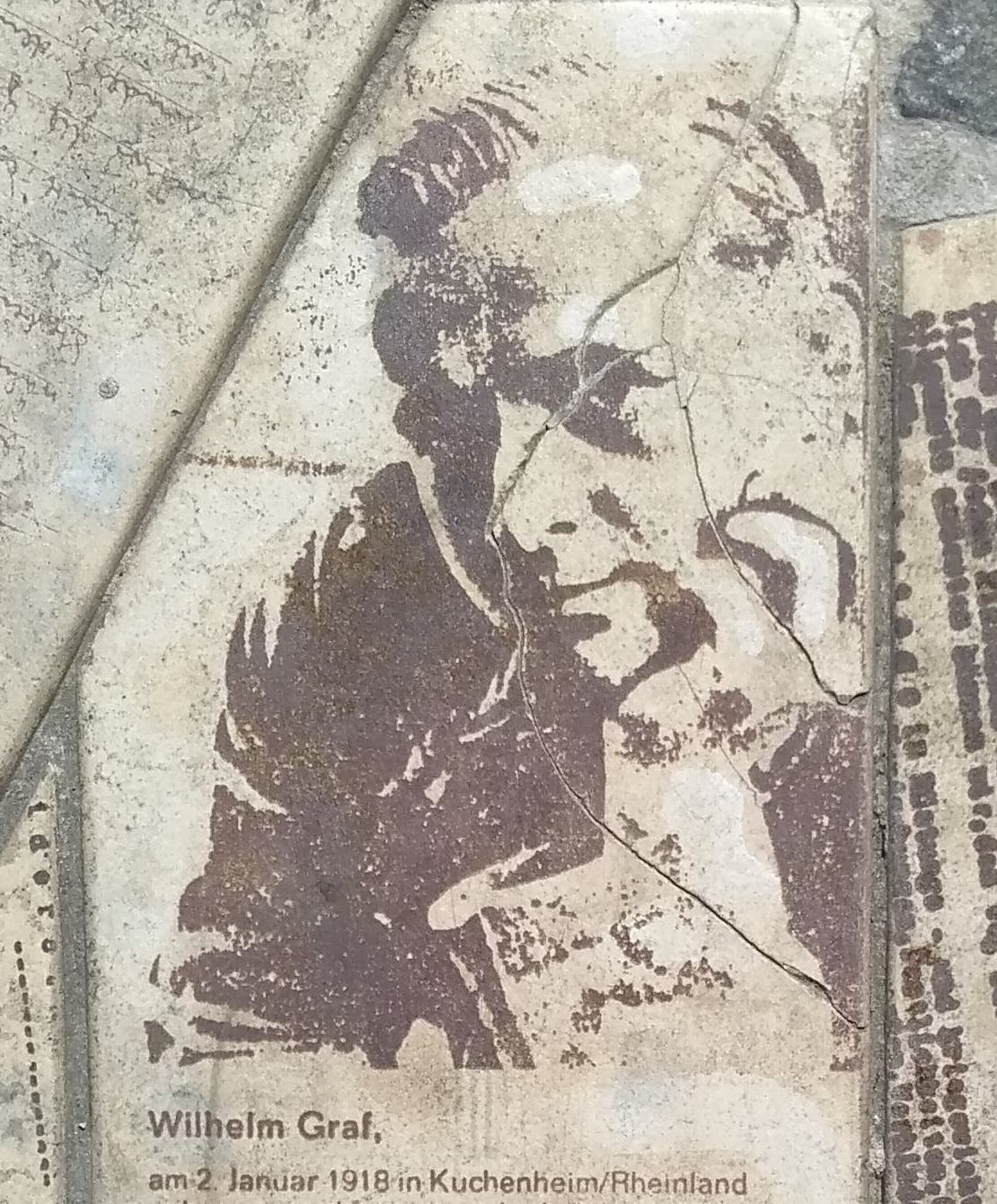
Porträt von Willi Graf, Detail des Bodendenkmals für die Weiße Rose vor der Ludwig-Maximilians-Universität München

Wilhelm „Willi“ Graf (* 2. Januar 1918 in Kuchenheim, seit 1969 Stadtteil von Euskirchen; † 12. Oktober 1943 in München-Stadelheim) war ein deutscher Angehöriger der katholischen Jugendbewegung und Mitglied der Widerstandsgruppe Weiße Rose.

## Leben

### Familie und Kindheit

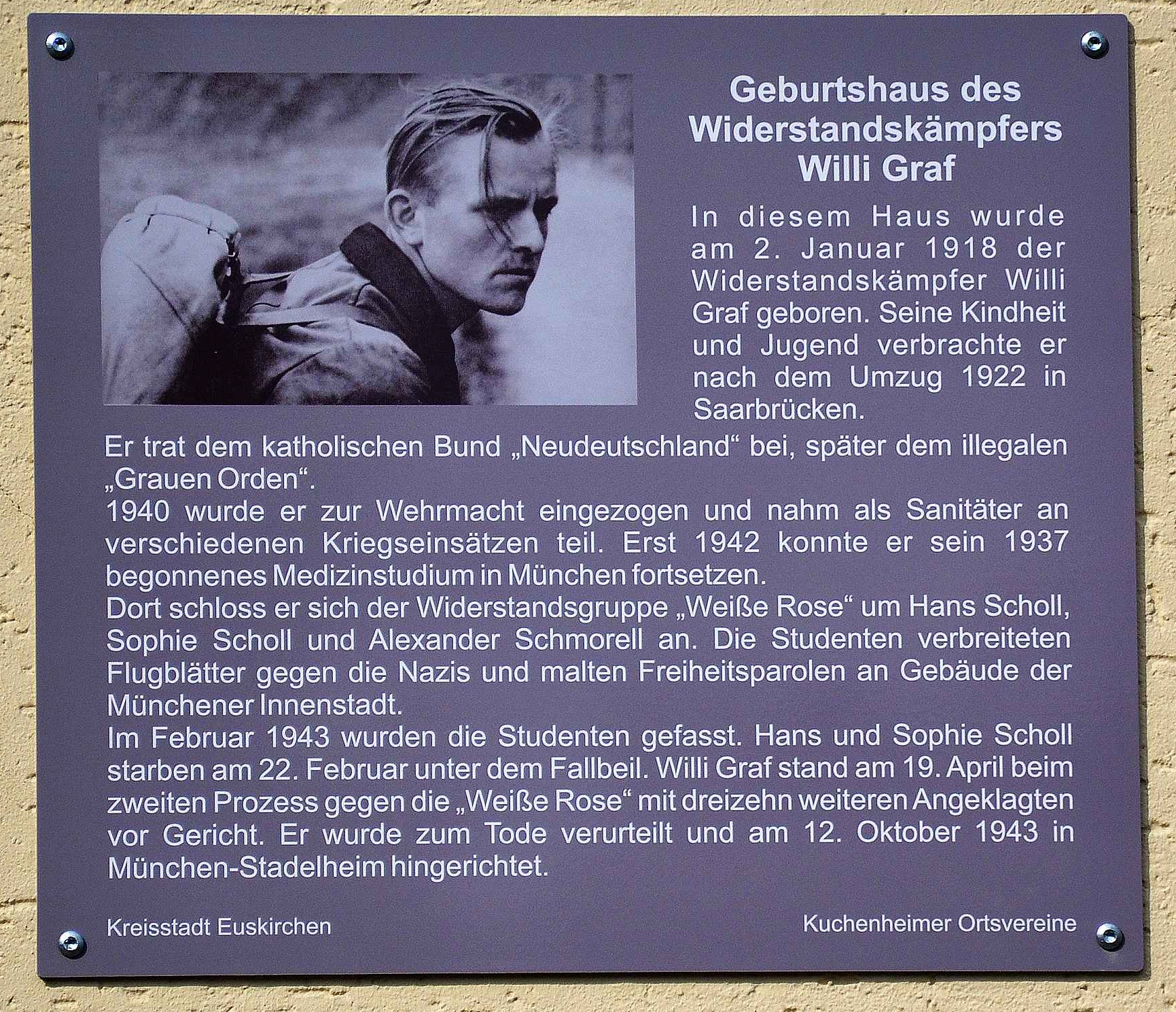
Gedenktafel am Geburtshaus von Willi Graf in Kuchenheim

Willi Graf wurde am 2. Januar 1918 als drittes Kind der Eheleute Anna Graf (geborene Gölden, 1885–1953) und Gerhard Graf (1885–1951) geboren. Die Eltern waren beide bäuerlicher Herkunft, katholischen Glaubens und stammten aus dem Rheinland. Das erste Kind der Eheleute Graf war im Jahr 1914 geboren worden und starb im Jahr 1916. Willi Grafs Schwester Mathilde wurde im Jahr 1915 geboren, die jüngste Schwester Anneliese im Jahr 1921. Gerhard Graf leitete als Kaufmann in Kuchenheim zunächst eine Molkerei.
Die Familie zog im Jahr 1922 vom Rheinland nach Saarbrücken-St. Johann, wo der Vater Gerhard Graf den Johannishof der katholischen Kirchengemeinde St. Johann in der Mainzer Straße übernahm. Willi Graf besuchte in St. Johann nach der Volksschule das Ludwigsgymnasium in Alt-Saarbrücken. Er war Messdiener in der Pfarrkirche St. Johann und ministrierte in den Jahren 1935 bis 1936 u. a. dem damaligen Kaplan und späteren Kardinal Joseph Höffner.
In seinem, im Jahr 1943 im Gefängnis für die Gestapo geschriebenen, Lebenslauf beschreibt Graf seine Kindheit mit folgenden Worten:

„Mein Vater war korrekt und ehrlich in seinem Berufs- und Privatleben und hielt auch seine Kinder zu gleichem Benehmen an und griff mit Strenge durch, wenn ich mir irgendwie einen Fehler zuschulden kommen ließ. Das Verhältnis zu meiner Mutter war immer das allerherzlichste, denn sie umsorgte uns Kinder mit aller erdenklichen Liebe und versuchte immer wieder, uns eine Freude zu machen, etwa an Weihnachten oder am Namenstag und auch sonst zu irgendwelchen Anlässen. Wir Kinder vergalten diese Liebe mit kleinen Erweisen der Gegenliebe, wir halfen früh bei den Arbeiten im Haushalt und versuchten, dankbare Kinder zu sein. Früh wurde ich mit den Gebräuchen und dem Leben der katholischen Kirche vertraut gemacht und die einzelnen Jahreszeiten waren erfüllt vom Geiste religiöser Vorstellungen, und auch das tägliche Leben richtete sich nach den Gebräuchen der Kirche: Gebet, Kirchgang usw. Die ersten Lebensjahre verbrachte ich in der Obhut einer guten und liebevollen Familie.“

### Jugend
Schon bald trat Willi Graf in den katholischen Verband für Jungen höherer Schulen ein, den Bund Neudeutschland (ND). Dieser wurde nach der Machtübernahme der Nationalsozialisten verboten. Im Jahr 1934 schloss er sich dem Grauen Orden an, einem gegen die Hitler-Diktatur stehenden, verbotenen katholischen Jugendbund, der sich auf Grund des Verbots vieler bündischer Jugendverbände gebildet hatte. Als nach der am 13. Januar 1935 erfolgten „Saarabstimmung“ die Wiedereingliederung des Saarlandes ins Deutsche Reich erfolgte, waren damit große Einschnitte in das politische, gesellschaftliche und private Leben der saarländischen Bevölkerung verbunden. Der von nun an geltenden Pflicht als Jugendlicher der Hitlerjugend beizutreten verweigerte sich Graf. Trotz ausgesprochener Drohungen, dass er damit vom Abitur ausgeschlossen würde oder dem Vorschlag, nur „zum Schein“ beizutreten, lehnte er konsequent ab und widerstand auch dem in diesem Zusammenhang auf ihn ausgeübten Druck.
Nach dem Abitur am Ludwigsgymnasium Saarbrücken im Jahr 1937 absolvierte Graf von April bis Oktober 1937 in Dillingen an der Saar den Reichsarbeitsdienst und begann danach in Bonn ein Medizinstudium. Er dachte, dieses Fach sei „weniger mit Nazi-Gedanken befrachtet als die Fächer der Philosophischen Fakultät, die ihm eigentlich mehr lagen“.

### Inhaftierung und Einziehung zur Wehrmacht
1938 wurde er mit anderen Mitgliedern des Grauen Ordens inhaftiert und wegen bündischer Umtriebe von einem Sondergericht in Mannheim angeklagt und zu einigen Wochen Haft verurteilt. Nach Ausbruch des Zweiten Weltkrieges 1939 wurde Graf zur Wehrmacht eingezogen. In den Jahren 1940 bis 1942 nahm er als Sanitäter an verschiedenen Kriegseinsätzen in Belgien und Frankreich, Jugoslawien und der Sowjetunion teil. Dabei wurde er mehrfach Zeuge von begangenen Gräueltaten und ihm wurde das Leid der in den einzelnen Ländern vom Krieg in Mitleidenschaft gezogenen Zivilbevölkerung bewusst. In einem Brief nach Hause schrieb er dazu: „Ich wünschte, ich hätte das nicht sehen müssen, was sich in meiner Umgebung zugetragen hat.“ Nach Erinnerungen seiner Schwester Anneliese führte das bei ihm zu der Erkenntnis: „Ich muss etwas tun!“

### In München

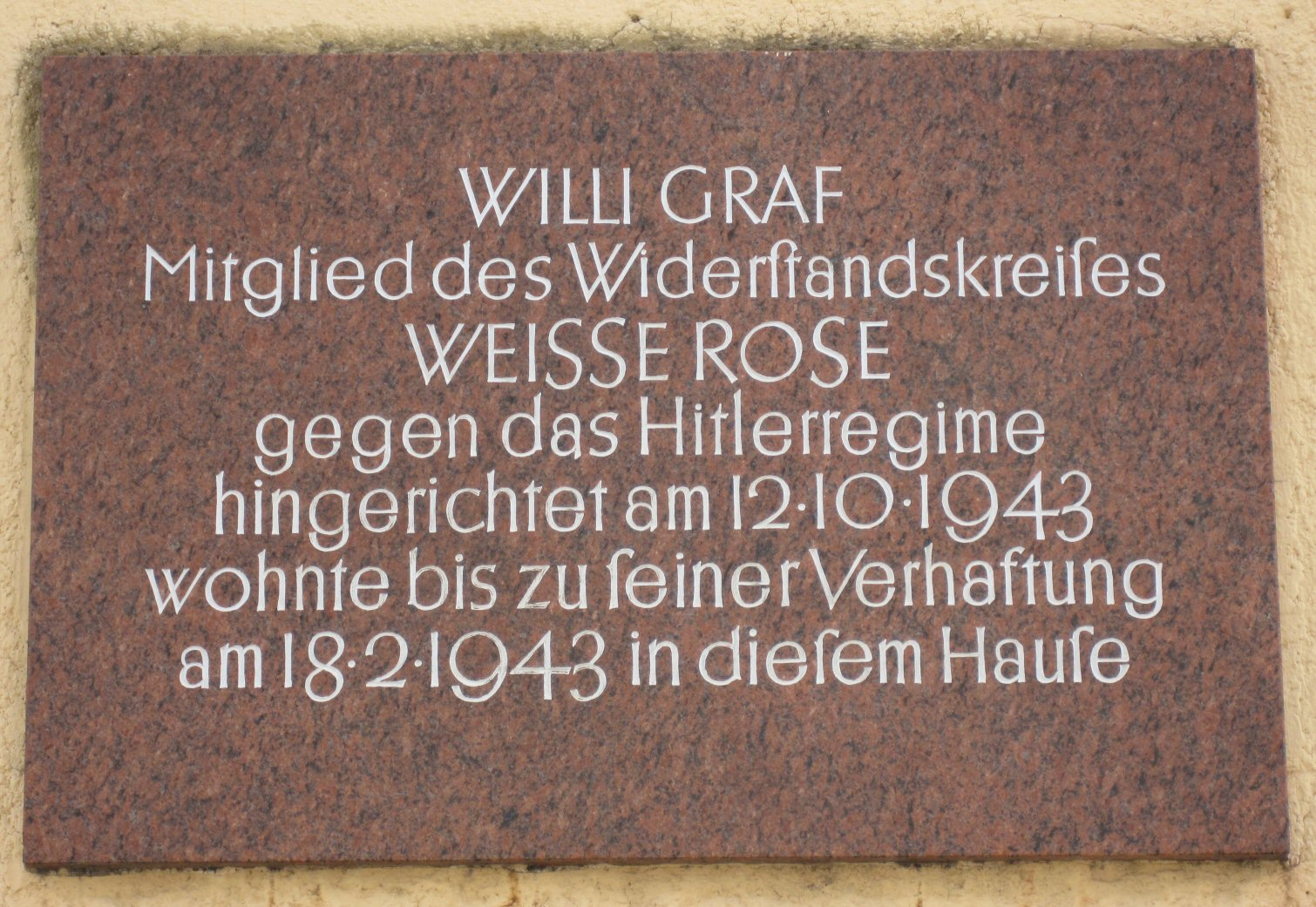
Gedenktafel an Willi Grafs Wohnhaus in München, Mandlstraße 28

Im April 1942 wurde seine Studentenkompanie nach München abkommandiert. Als Mediziner kam er an der dortigen Universität in Kontakt mit der Widerstandsgruppe Weiße Rose, der auch seine Kommilitonen Hans und Sophie Scholl angehörten. Graf, der zu dieser Zeit ein Zimmer in der Amalienstraße 95 im Stadtteil Maxvorstadt bewohnte, wurde aktives Mitglied der Widerstandsgruppe. Die ersten vier Flugblätter der Weißen Rose – von Hans Scholl und Alexander Schmorell verfasst – wurden im Juni/Juli 1942 mit dem Ziel verbreitet, die Bevölkerung wachzurütteln, um eventuell eine Befreiung vom NS-Regime „von innen“ her zu erreichen. Im Sommer musste diese Widerstandsarbeit dann unterbrochen werden, weil eine erneute Einberufung an die Ostfront erfolgt war.
Nach ihrer Rückkehr im November 1942 nach München forcierten sie ihre Arbeit erheblich. Sie versuchten Kontakt zu anderen Widerstandsgruppen herzustellen, in weiteren Städten außerhalb Münchens aktiv zu werden und riefen die Bevölkerung direkter zum passiven Widerstand auf. Bereits das fünfte Flugblatt wurde im Januar 1943 in München und einigen anderen süddeutschen Städten verbreitet. Am 3. und 4. Februar schrieben Graf, Hans Scholl und Schmorell an mehrere Gebäuden in München die Parolen Nieder mit Hitler und Hitler der Massenmörder. Die gleiche Aktion wurde am 8. und 9. Februar wiederholt. Am 15. Februar 1943 vervielfältigten sie ihr sechstes Flugblatt, organisierten den Versand und brachten weitere Maueraufschriften in der Nacht an.

### Verhaftung und Hinrichtung

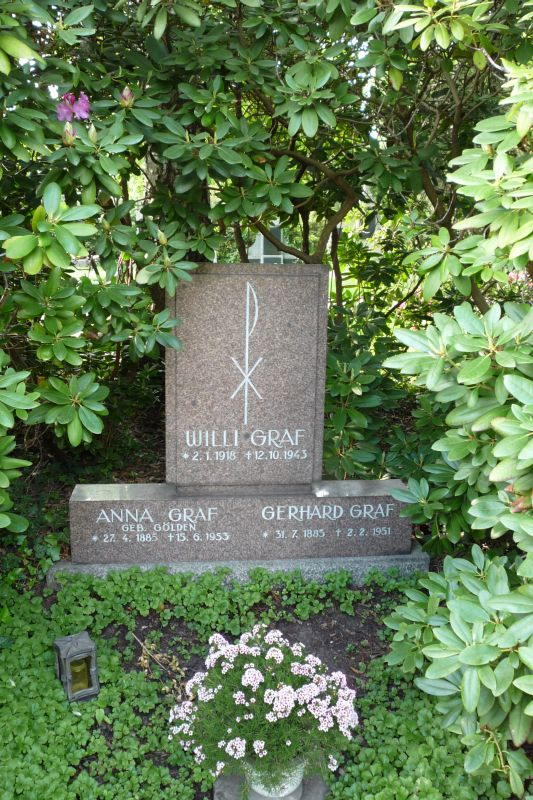
Grab auf dem Alten Friedhof St. Johann in Saarbrücken

Am 18. Februar 1943 wurden Hans und Sophie Scholl beim Auslegen von Flugblättern an der Münchener Universität gefasst und inhaftiert. Wenige Stunden später wurde auch Graf zusammen mit seiner Schwester Anneliese in München festgenommen und inhaftiert. Er wurde am 19. April 1943 wegen Hochverrats, Wehrkraftzersetzung und Feindbegünstigung vom Volksgerichtshof unter Vorsitz Roland Freislers zum Tode verurteilt. Anders als bei den Geschwistern Scholl und Christoph Probst wurde das Urteil jedoch nicht sofort vollstreckt, da die Gestapo noch monatelang erhoffte, in Verhören Namen von Mitverschwörern aus ihm herauszupressen.
Willi Graf wurde am 12. Oktober 1943 im Gefängnis Stadelheim mit dem Fallbeil enthauptet und auf dem Friedhof am Perlacher Forst bestattet. 1946 wurden seine sterblichen Überreste auf Wunsch seiner Familie exhumiert, nach Saarbrücken überführt und am 4. November auf dem Alten Friedhof St. Johann in einem Ehrengrab beigesetzt.
Willi Grafs Schwester Anneliese Knoop-Graf wusste bis zu seiner Verhaftung nichts von seiner Tätigkeit in der Weißen Rose. Nach dem Zweiten Weltkrieg beschäftigte sie sich intensiv mit seinem Leben und Wirken. Sie wertete dabei unter anderem seine Tagebücher aus.

## Gedenken und Ehrungen

### Büste und Gedenkstätte
- Eine durch Spenden finanzierte Büste von Willi Graf wurde 2004 im Treppenhaus des Rathauses von St. Johann eingeweiht.
- In der Nähe seines Ehrengrabes wurde eine Gedenkstätte eingerichtet. In dem kleinen Gebäude finden sich Bilder und Zitate von Willi Graf und eine Zusammenfassung seiner Lebensgeschichte.[12]

### Gedenktafeln
- An seinem Geburtshaus in Kuchenheim befindet sich eine Gedenktafel (siehe Bild oben).
- Am Johannishof in Saarbrücken, dem Ort seiner Kindheit, wurde am 12. Oktober 1990 eine Gedenkplatte angebracht.
- An seinem ehemaligen Wohnhaus in der Mandlstraße in München ist seit 1985 eine Gedenktafel angebracht (siehe Bild oben).[13]

### Läuten der Willi-Graf-Glocke
Die Willi-Graf-Glocke in der Kirche der Jugend eli.ja in Saarbrücken-St. Johann wird täglich um 17 Uhr geläutet, um an Grafs Sterbestunde zu erinnern. Am 12. Oktober 2020, an Grafs Todestag, erklang sie erstmals im Turm der Jugendkirche. Sie soll jeden Tag ab 17 Uhr drei Minuten lang von Hand geläutet werden.

### Namensgeber

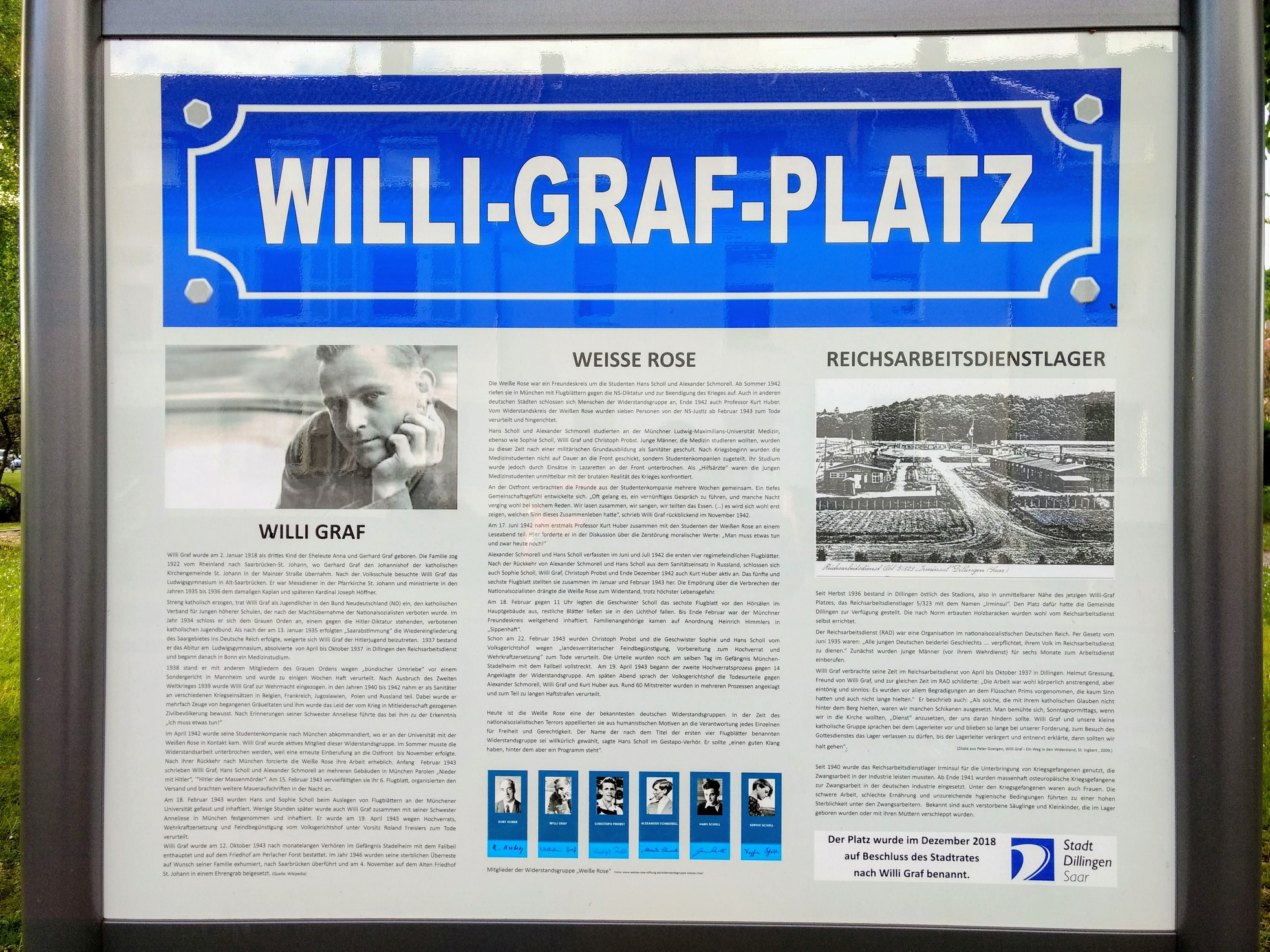
Infotafel am Willi-Graf-Platz in Dillingen

Nach Willi Graf wurden Straßen benannt:
- Willi-Graf-Straße in seinem Geburtsort Kuchenheim
- Willi-Graf-Straße in Saarbrücken-St. Johann, dem Stadtteil, in dem die Familie Graf wohnte
- Willi-Graf-Ring in Bonn, Ortsteil Vilich-Müldorf
- Willi-Graf-Platz in Dillingen/Saar, Benennung im Dezember 2018. An diesem Platz informiert eine Tafel über Willi Graf, die Weiße Rose und Grafs Zeit in Dillingen.

Schulen, unter anderem:
- die Willi-Graf-Schulen in Saarbrücken
- die Willi-Graf-Schule in St. Ingbert
- die Willi-Graf-Grundschule in Koblenz-Neuendorf
- die Willi-Graf-Realschule in Euskirchen
- die ehemalige Willi-Graf-Realschule in Willich
- das Willi-Graf-Gymnasium München in München-Schwabing
- das Willi-Graf-Gymnasium in Berlin-Lichterfelde

Gebäude:
- Studentenwohnheim Willi Graf in München[15]
- Willi-Graf-Haus in Bonn, ein Beratungszentrum
- Willi-Graf-Haus in Ludwigshafen am Rhein, Stadtteil Friesenheim, eine Jugendfreizeitstätte
- Willi-Graf-Haus in Neuss, eine Familienbildungsstätte
- Willi-Graf-Haus in Saarbrücken, ein Pflegeheim

Ferner:

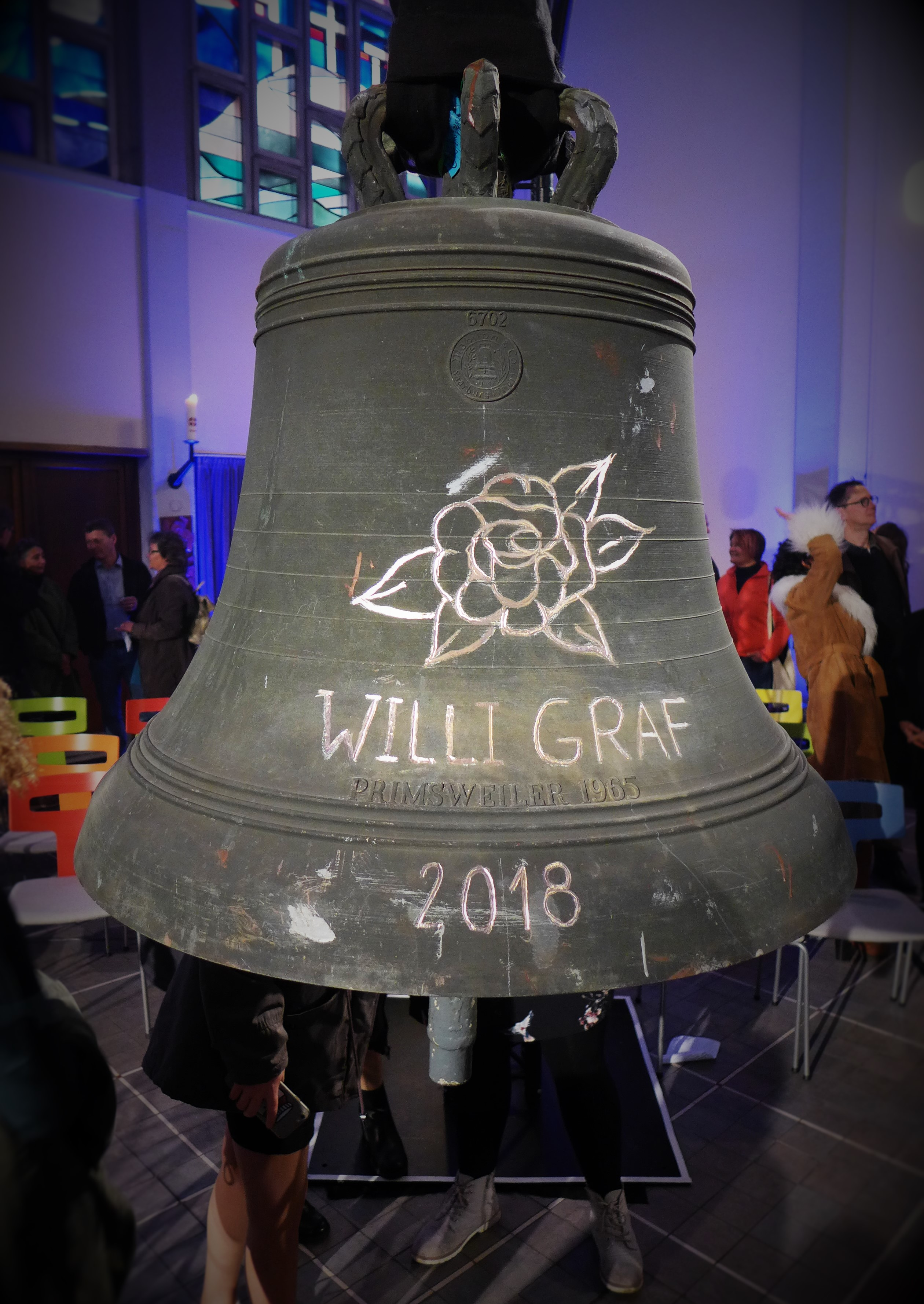
Die Willi-Graf-Glocke in der Kirche der Jugend eli.ja in Saarbrücken-St. Johann (Fotografie am 1. November 2018)

- Willi-Graf-Preis des Geschwister-Scholl-Gymnasiums in Münster. Der von Anneliese Knoop-Graf ins Leben gerufene Preis wird jährlich an besonders zuverlässige und engagierte Abiturienten verliehen.
- Willi-Graf-Glocke in der Kirche der Jugend eli.ja in Saarbrücken-St. Johann. Im Willi-Graf-Jahr 2018 (100. Geburtstag) wurde die im Jahr 1965 gegossene, 340 Kilogramm schwere Maria-Königin-Glocke aus dem abgerissenen Kirchturm von Primsweiler durch eine neue, weiße Gravur dem Andenken Willi Grafs gewidmet. Mitten auf der Glocke ist nun eine weiße Rose dargestellt, darunter Willi Grafs Name und darunter die Jahreszahl 2018. Die Willi-Graf-Glocke sollte am Allerheiligentag 2018 in der Jugendkirche eingeweiht werden, doch der Kirchturm musste zuerst saniert werden.[14] An Allerheiligen 2018 fand dann ein Fernsehgottesdienst in eli.ja statt, der Willi Graf gewidmet war und in den die Glocke einbezogen wurde. Sie war dabei an einem provisorischen Gerüst nahe am Boden aufgehängt und war mit einigen Schlägen erstmals in dieser Kirche zu hören.[16] Erst im Oktober 2020 konnte sie im Kirchturm aufgehängt und endgültig eingeweiht werden. Sie soll täglich zum Gedenken an Willi Graf geläutet werden (siehe oben).[14]

### Weitere Ehrungen
- Die katholische Kirche hat Willi Graf im Jahr 1999 als Glaubenszeugen in das deutsche Martyrologium des 20. Jahrhunderts aufgenommen.
- Im Jahr 2003 wurde ihm an seinem 60. Todestag postum die Ehrenbürgerwürde von Saarbrücken verliehen.[17]
- Aus Anlass seines 100. Geburtstages im Jahr 2018 widmete die Landeshauptstadt Saarbrücken ihrem Ehrenbürger ein Gedenkjahr.

### Seligsprechung
Am 27. Dezember 2017 wurde bekannt, dass das Erzbistum München und Freising die Möglichkeit eines Seligsprechungsverfahrens für Willi Graf in Betracht zieht.

## Filme
- Die weiße Rose, deutscher Spielfilm von 1982, Regie: Michael Verhoeven (mit Ulrich Tukur als Willi Graf)
- Sophie Scholl – Die letzten Tage, deutscher Spielfilm von 2005, Regie: Marc Rothemund (mit Maximilian Brückner als Willi Graf)
- Willi Graf – Zivilcourage und Widerstand,  deutscher Dokumentarfilm von 2010, Regie: Boris Penth

## Musik
- Willi Graf Lied von Ferdinand Ledwig (CD Aufbruch für meine Freunde, 1990).[19] Das Lied handelt von der abenteuerlichen Reise Willi Grafs im Januar 1943 mit dem fünften Flugblatt und einer Kopiermaschine nach Saarbrücken.